# Kamal Hanna Bathish
Kamal Hanna Bathish (ur. 26 grudnia 1931 w Hajfie, zm. 23 czerwca 2025 w Jerozolimie) – palestyński duchowny rzymskokatolicki, biskup pomocniczy łacińskiego patriarchatu Jerozolimy w latach 1993–2007, od 2007 biskup pomocniczy senior łacińskiego patriarchatu Jerozolimy.

## Życiorys
Święcenia kapłańskie przyjął 29 czerwca 1955. 29 kwietnia 1993 został prekonizowany biskupem pomocniczym Jerozolimy ze stolicą tytularną Aurusuliana. Sakrę biskupią otrzymał 3 lipca 1993. 29 października 1994 został mianowany biskupem tytularnym Ierichus. 9 czerwca 2007 przeszedł na emeryturę.